# Euphemia (vrouw van Justinus I)
Euphemia werd geboren met de naam  Lupicina en was de vrouw van de Byzantijnse keizer Justinus I (518-527), beiden waren van bescheiden afkomst. Zij is voor haar man gestorven, het juiste jaartal weten we niet. Het echtpaar was kinderloos.

## Naamsverandering
Keizer Justinus was in tegenstelling tot zijn voorganger Anastasius I, een voorstander van de Chalcedonische geloofsbelijdenis. Het Concilie van Chalcedon (451) vond plaats in de Kathedraal Sint-Euphemia te Chalcedon. Om dit te onderstrepen veranderde Lupicina haar naam in Euphemia.
Geschiedschrijver Procopius, schreef in zijn Historia Arcana, dat zij bezwaren had met het huwelijk van haar mans opvolger Justinianus I met Theodora I, zoals zijzelf eerder, van bedenkelijke allooi.
Zij zou in de Hippodroom van Constantinopel, het Paleis van Antiochos, laten ombouwen in een kerk, de Hagia Euphēmia en tō Hippodromiō, waar zij en haar man zijn begraven. De kerk is tegenwoordig enkel nog een ruïne.